# Округ Форт Бенд (Тексас)
Округ Форт Бенд (енгл. Fort Bend County) је округ у америчкој савезној држави Тексас. По попису из 2010. године број становника је 585.375.

## Демографија
Према попису становништва из 2010. у округу је живело 585.375 становника, што је 230.923 (65,1%) становника више него 2000. године.
| Група             | 2000.           | 2010.           |
| Белци             | 163.788 (46,2%) | 211.680 (36,2%) |
| Афроамериканци    | 70.356 (19,8%)  | 125.818 (21,5%) |
| Азијати           | 39.706 (11,2%)  | 99.370 (17,0%)  |
| Хиспаноамериканци | 74.871 (21,1%)  | 138.967 (23,7%) |
| Укупно            | 354.452         | 585.375         |